# 白真弓肥太右衛門
白真弓肥太右衛門（1829年—1868年12月22日），原名東屋勇吉，日前江戶時代飛騨国大野郡（現岐阜縣大野郡白川村）出身的前大相撲力士，最高位置西前頭筆頭。身高208cm、體重150kg。所屬的相撲部屋是浦風部屋。

## 略歴
在1852年23歳時受高山陣屋役人指田孝勝之勸加入浦風部屋。嘉永6年（1853年）11月場所初土俵（以東張出前頭身份）。慶應2年（1866年）襲名浦風、11月場所以浦風林右衛門之名繼續比賽。
現役時因身形和實力受大眾注目。
明治元年（1868年）11月9日、在現役中死去。

## 逸事
在1854年，美國黑船登陸日本時，他曾和一些力士受幕府派遣赤膊搬運多袋白米上船(以示日本勇士多)。